# 三澤功博
三澤 功博（みさわ こうはく、1910年〈明治43年〉2月16日 - 1998年〈平成10年〉6月22日）は、昭和から平成初期の政治家。長野県上伊那郡西春近村長、伊那市長。

## 来歴
長野県上伊那郡西箕輪村（現・伊那市）で、三澤舜平、はく の長男として生まれた。1927年（昭和2年）上伊那農業学校（現・長野県上伊那農業高等学校）卒業。西春近村議会議員となり2期在任し、1954年（昭和29年）同議長となる。1960年（昭和35年）2月に西春近村長に就任し、1965年（昭和40年）3月まで2期在任した。西春近村の伊那市編入後に、伊那市議会議員を1期務めた。

### 1970年伊那市長選挙
1970年（昭和45年）4月、伊那市長選挙に自民党公認で現職の田畑五郎司を破って当選した。
※当日有権者数：-人 最終投票率：87.97%（前回比： 2.97pts）
| 候補者名   | 年齢 | 所属党派   | 新旧別 | 得票数   | 得票率 | 推薦・支持 |
| ---------- | ---- | ---------- | ------ | -------- | ------ | ---------- |
| 三澤功博   | 60   | 無所属     | 新     | 13,358票 | 43.0%  | -          |
| 林友七     | 62   | 無所属     | 新     | 10,087票 | 32.5%  | -          |
| 田畑五郎司 | 68   | 自由民主党 | 現     | 7,628票  | 24.5%  | -          |

1974年（昭和49年）は無投票で再選を果たした。1978年（昭和53年）も無投票で3選を果たした。

### 1982年伊那市長選挙
1982年（昭和57年）は新人2人との選挙戦となったが、これを破って4選を果たした。
※当日有権者数：-人 最終投票率：55.15%（前回比：-pts）
| 候補者名 | 年齢 | 所属党派 | 新旧別 | 得票数   | 得票率 | 推薦・支持 |
| -------- | ---- | -------- | ------ | -------- | ------ | ---------- |
| 三澤功博 | 72   | 無所属   | 現     | 19,920票 | 90.5%  | -          |
| 西村隆夫 | 52   | 無所属   | 新     | 1,646票  | 7.5%   | -          |
| 伊藤柳造 | 76   | 無所属   | 新     | 447票    | 2.0%   | -          |

1986年（昭和61年）1月まで務めた。在任中は伊那中央保健衛生組合によるゴミ焼却場、し尿処理場、公共下水道などの生活環境整備、市営住宅の建設などにあたった。その他、伊那市開発公社理事長や、上伊那山林協会長、上伊那地域行政広域事務組合（現上伊那広域連合）長など歴任した。
1998年6月22日、脳出血のため伊那市の自宅で死去した。